# 1524 en santé et médecine
| Années de la santé et de la médecine : 1521 - 1522 - 1523 - 1524 - 1525 - 1526 - 1527    |
| Décennies de la santé et de la médecine : 1490 - 1500 - 1510 - 1520 - 1530 - 1540 - 1550 |

## Fondation
- Ouverture à Mexico  de l'hôpital « le plus ancien du continent américain », l'Hospital de Jesús (es) fondé par Hernán Cortés[1].

## Publications
- Impression, chez Ottaviano Scotto, de la fen quatre des « Principes généraux de la médecine », premier livre du Canon d'Avicenne, avec les commentaires de Hugo de Sienne (de)[2].
- Paul Jove (1483-1552) fait paraître à Rome un « Traité des poissons romains » (De romanis piscibus libellus) qu'il dédie au cardinal de Bourbon[3].
- Le médecin Paolo Giovio (Paul Jove), l'apothicaire Tomasso Bibliotti et le sénateur Pietro Borghese signent le compte rendu[4] de trois expériences qu'ils ont tentées sous l'autorité du pape Clément VII sur des condamnés à mort pour vérifier l'efficacité d'un antidote composé par le chirurgien Gregorio Caravite[5].
- Gabriel de Tarrega fait paraître un « bref recueil de ce qui a été écrit sur l'Art médical de Galien et les Aphorismes d'Hippocrate[6] ».

## Naissances
- 7 septembre : Thomas Erastus (mort en 1583), médecin et théologien suisse[7],[8].
- 4 octobre : Francisco Valles (es) (mort en 1592), médecin castillan, pionnier de l'anatomopathologie, médecin personnel du roi Philippe II[9].
- 17 octobre : Adolphe Occon (mort en 1605), helléniste et médecin, né et établi à Augsbourg, inspecteur des apothicaireries et vicaire du doyen du Collège des médecins, fils d'Adolphe Occon (1494-1572) et neveu d'Adolphe Occon (1447-1503), tous deux également médecins[10].
- Andrea Bacci (mort en 1600), titulaire de la chaire de lecture des simples de la faculté de médecine du Studium Urbis[11].
- David de Pomis (mort en 1594), philologue, médecin et philosophe italien[12].
- Lorenz Gryll (mort en 1560), professeur de médecine à Ingolstadt ; « son plus célèbre patient est l'empereur Charles Quint, qu'il soigne de la goutte[13] ».
- Reiner Solenander (mort en 1601), médecin allemand, au service de Guillaume V, duc de Clèves, puis de son fils Jean-Guillaume[14].
- 1524 ou 1525 :
  - Roderigo Lopez (mort exécuté en 1594), médecin portugais, Premier médecin de la reine Élisabeth Ire[15].
  - Andrea Cesalpino (mort en 1603), philosophe, médecin et naturaliste italien[16].

## Décès
- 19 juin : Nicolas Léonicène (né en 1428), médecin et humaniste italien, professeur à Ferrare, en Émilie[10].
- 20 octobre : Thomas Linacre (né vers 1440[17] ou en 1461[18]), humaniste et médecin anglais, docteur de l'université de Padoue, collaborateur de l'édition princeps du texte grec d'Aristote, professeur à Oxford, médecin ordinaire des rois Henri VII et Henri VIII, et fondateur, en 1518, du Royal College of Physicians de Londres.
- John Christopherson (né à une date inconnue), docteur en médecine, probablement membre du College of Physicians de Londres[19].
- Jean Widman, dit Metchinger (né vers 1440), médecin allemand, reçu docteur à Ferrare, professeur à Ulm, Ingolstadt, Tubingue, médecin des villes de Bâle, Strasbourg, Stuttgart, Pforzheim, et au service de Christophe Ier, margrave de Bade, et d'Eberhard V, comte puis duc de Wurtemberg[20].